# 渊堂站
淵堂站（：／ Yeondang yeok */?）是位于韩国江原特別自治道寧越郡南面淵堂里的一座鐵路站，属于太白线。

## 历史
- 1955年9月10日 - 落成使用[1]。

## 相鄰車站
韓國鐵道公社
太白線
雙龍－淵堂－清冷浦信號場